# جان استیلینگز
جان استیلینگز (انگلیسی: John Stillings؛ زادهٔ july ۲۳, ۱۹۵۵ (۶۹ سال)) ورزشکار روئینگ اهل ایالات متحده آمریکا است.
وی در مسابقات کشوری و بین‌المللی در مجموع برندهٔ ۱ مدال نقره شده‌است.